# Sugar Apple Fairy Tale
Sugar Apple Fairy Tale (シュガーアップル・フェアリーテイル, Shugā appuru fearī teiru) est une série de light novel fantasy japonaise écrite par Miri Mikawa et illustrée par aki. Dix-sept volumes sont publiés par Kadokawa Shoten entre mars 2010 et février 2015. Une adaptation en manga dessinée par Alto Yukimura est prépubliée sur le site Hana to Yume Online de Hakusensha entre novembre 2012 et octobre 2014. Elle est compilée en deux volumes tankōbon. Une deuxième adaptation en manga adaptation dessinée par Yozora no Udon est prépubliée magazine Young Ace de Kadokawa Shoten depuis novembre 2021. Une adaptation en série d'animation produite par le studio J.C.Staff est diffusée depuis janvier 2023.

## Synopsis
Dans le monde de Highland, l'ancien pays des fées, une humaine de quinze ans, Anne Halford veut devenir confiseuse. Un métier dominé par la gent masculine. En raffinant des pommes sucrières, les artisans confiseurs obtiennent un sucre d'argent qui leur permet de créer des sucreries sacrées. Des bonbons qui augmentent la durée de vie des fées et qui rendent les hommes heureux.
Alors que la mère d'Anne, ancienne maîtresse sucre d'argent est décédée depuis quelques années, la demoiselle décide de quitter son village pour se rendre à Lewiston et participer à un concours royal. En obtenant une médaille de la main du roi à cette compétition, Anne pourrait devenir une maîtresse sucre d'argent reconnue et exercer enfin son métier.
Hélas, le jour de son départ, elle est aperçue par Jonas Anders qui veut depuis toujours se marier avec elle, la dissuader de devenir artisan confiseur et qui nourrit en secret une jalousie pour le talent d'Anne. Mais alors que la demoiselle se rend au marché aux fées pour acheter une fée guerrière qui la protègera lors du voyage, Anne est témoin de violences qui visent une fée ouvrière qui a voulu s'enfuir. Il y a 500 ans, les hommes ont réduit les fées en esclavage. Depuis, les humains gardent captives une aile arrachée à la fée dont ils sont le propriétaire. Après avoir permis à Mythril Lid Pod, la fée ouvrière de s'enfuir, Anne trouve ce qu'elle est venue chercher. Une fée guerrière née d'une pierre précieuse à la beauté époustouflante et à la langue acérée, Challe Fen Challe, qu'elle méprend pour une fée de compagnie tellement la fée lui paraît distinguée.
L'aventure d'Anne commence, accompagnée d'une fée guerrière taciturne dont la capture a couté la vie à trois chasseurs, suivie par une fée ouvrière espiègle sauvée de la mort et rattrapée par un ami d'enfance envieux qui désire lui faire concurrence.

## Personnages
Anne Halford (アン・ハルフォード, An Harufōdo)
Voix japonaise : Yuka Nukui
Jeune humaine de 15 ans, naïve mais déterminée, Anne désire suivre les traces de sa mère, qui lui a enseigné l'art délicat de la fabrication de confiseries en lui transmettant une bonté naturelle à l'égard des fées.
Challe Fen Challe (シャル・フェン・シャル, Sharu Fen Sharu)
Voix japonaise : Masaaki Mizunaka
Fée guerrière masculine à taille humaine née d'une obsidienne, méfiante et acerbe envers les humains, le cœur de Challe Fen Challe s'attendrit et s'adoucit peu à peu au contact de sa nouvelle propriétaire. Les humains le méprennent souvent pour une fée de compagnie tellement sa beauté est époustouflante. Comme toutes les fées issues d'une pierre précieuse, Challe Fen Challe peut matérialiser un objet tranchant. Dans son cas, une épée d'escrime au pommeau ciselé d'arabesques argentées.
Mythril Lid Pod (ミスリル・リッド・ポッド, Misuriru Riddo Poddo)
Voix japonaise : Rie Takahashi
Petite fée ouvrière masculine qui tient dans la paume de la main, gourmande et espiègle mais violentée par son précédent propriétaire, Mithril Lid Pod se lie rapidement d'amitié avec Anne qui lui a rendu son aile. Il décide de l'assister dans son travail et même si son pouvoir ne lui permet de créer que de petites gouttes de rosée, il a l'œil pour déceler la provenance des fées.
Hugh Mercury (ヒュー・マーキュリー, Hyū Mākyurī)
Voix japonaise : Tomoaki Maeno
Vicomte sucre d'argent au service de la couronne du pays de Highland, Hugh Mercury est un confiseur célèbre qui n'officie que pour la famille royale. Sarcastique mais franc et honnête envers le travail des autres, il décèle le talent d'Anne dès le début et lui donne rapidement des conseils pour s'améliorer.
Alf Hingley, surnommé Chat (キャット, Kyatto)
Voix japonaise : Takuma Terashima
Confiseur indépendant qui refuse de travailler pour la bourgeoisie et qui ne confectionne de sucreries que pour les clients à qui il veut faire réellement plaisir, Alf est un talent rare. Il tient une échoppe à Lewiston la capitale. Affranchi des codes, il préfère se tenir éloigné des mondanités en étant moins bien rémunéré, même s'il doit des faveurs au vicomte actuel.
Jonas Anders (ジョナス・アンダー, Jonasu Andā)
Voix japonaise : Reiji Kawashima
Arrogant et peu imaginatif selon les dires du vicomte, Jonas désire devenir un meilleur artisan confiseur mais se retrouve sans arrêt confronté à ses doutes qui le paralysent. Rabaisser Anne ou se livrer à des tricheries est sa manière de se donner de la valeur alors qu'il manque de confiance en lui. Confiance qu'il acquiert peu à peu en se trouvant un objectif.
Keith Powell (キース・パウエル, Kīsu Paueru)
Voix japonaise : Yūto Uemura
Aspirant sucre d'argent qui a vécu dans l'ombre de son père, l'ancien vicomte sucre d'argent, Keith est déjà respecté dans de nombreux ateliers pour son savoir-faire. Il désire prouver sa valeur mais se montre sincère et aidant envers Anne dont il remarque rapidement l'exigence et la discipline.
Elliot Collins (エリオット・コリンズ, Eriotto Korinzu)
Voix japonaise : Kazuyuki Okitsu
Contremaître confiseur en poste à l'atelier de la maison Paige, Elliot Collins est intelligent et presque manipulateur. Il se sert de sa ruse mais aussi de sa perspicacité pour parvenir doucement à mettre en place une scène qui lui permettra de relever l'atelier vieillissant de la maison pour laquelle il travaille. Il fait embaucher Anne après le concours de sucrerie de Lewiston.
Bridget Paige (ブリジット・ペイジ, Burijitto Peiji)
Voix japonaise : Ayumi Mano
Fiancée acariâtre et capricieuse d'Elliot Collins, elle est la fille du chef de la maison Paige. Elle rêvait de devenir confiseuse mais son père le lui a interdit, préférant s'en remettre à un mariage arrangé avec Elliot Collins pour pérenniser l'atelier. Elle est agressive envers Anne, la jalouse et ne comprend pas comment sa consœur puisse être permise d'exercer alors que Bridget a du faire une croix sur son rêve de petite fille.
Cathy (キャシー, Kyashī)
Voix japonaise : Aya Yamane
Petite fée ouvrière féminine qui tient dans la paume de la main au service de Jonas Anders, Cathy est hautaine envers les autres mais loyale et respectueuse envers son propriétaire. Elle est très attachée à Jonas et l'aide sans se questionner sur ses tricheries. Elle est capable de se rendre invisible.
Benjamin (ベンジャミン)
Voix japonaise : Minori Suzuki
Petite fée ouvrière masculine qui tient dans la paume de la main au service de Alf Hingley surnommé Chat, Benjamin est si calme qu'il est souvent assoupi ou somnolent. Il a plus de 200 ans mais s'occupe des tâches quotidiennes de son maître, trop distrait par son travail pour s'occuper des besognes.
Les fées naissent d'un regard émerveillé, posé sur un objet, une plante, un phénomène naturel, etc. Quelle que soit la provenance de ce regard émerveillée, humain ou animal, une fée acquiert diverses caractéristiques selon l'objet qui leur a donné naissance. Les fées nées de la mer et de l'écume ont une espérance de vie très courte. Les fées nées d'une plante ou d'un fruit vivent une année. Les fées qui naissent de pierres précieuses ont une espérance de vie très longue et sont capables de matérialiser des armes tranchantes. Les sucreries de bonne qualité permettent aux fées de guérir, regagner des forces ou d'allonger leur espérance de vie.
Un matin, en fixant une baie bleutée qu'elle trouve particulièrement belle alors qu'elle scintille de rosée entre les feuilles d'un arbuste, Anne donne naissance à une petite fée joviale et innocente, Lusul El Min.

## Light novel
| no | Japonais                                                  | Japonais           | Japonais          |
| no | Titre                                                     | Date de sortie     | ISBN              |
| -- | --------------------------------------------------------- | ------------------ | ----------------- |
| 1  | 銀砂糖師と黒の妖精 (Gin satō-shi to kuro no yōsei)        | 31 mars 2010       | 978-4-04-455007-3 |
| 2  | 銀砂糖師と青の公爵 (Gin satō-shi to ao no kōshaku)        | 31 juillet 2010    | 978-4-04-455016-5 |
| 3  | 銀砂糖師と白の貴公子 (Gin satō-shi to shiro no kikōshi)   | 30 novembre 2010   | 978-4-04-455023-3 |
| 4  | 銀砂糖師と緑の工房 (Gin satō-shi to midori no kōbō)       | 31 mars 2011       | 978-4-04-455044-8 |
| 5  | 銀砂糖師と紫の約束 (Gin satō-shi to murasaki no yakusoku) | 30 juillet 2011    | 978-4-04-455050-9 |
| 6  | 銀砂糖師と赤の王国 (Gin satō-shi to aka no ōkoku)         | 30 septembre 2011  | 978-4-04-455056-1 |
| 7  | 銀砂糖師と黄の花冠 (Gin satō-shi to ki no kakan)          | 28 décembre 2011   | 978-4-04-100091-5 |
| 8  | 銀砂糖師と灰の狼 (Gin satō-shi to hai no ōkami)           | 31 mars 2012       | 978-4-04-100222-3 |
| 9  | 銀砂糖師と虹の後継者 (Gin satō-shi to niji no kōkei-sha)  | 31 juillet 2012    | 978-4-04-100402-9 |
| 10 | 銀砂糖師と水の王様 (Gin satō-shi to mizu no ōsama)        | 29 septembre 2012  | 978-4-04-100502-6 |
| 11 | 銀砂糖師と金の繭 (Gin satō-shi to kin no mayu)            | 28 décembre 2012   | 978-4-04-100637-5 |
| 12 | 王国の銀砂糖師たち (Ōkoku no gin satō-shi-tachi)          | 30 mars 2013       | 978-4-04-100769-3 |
| 13 | 銀砂糖師と紺の宰相 (Gin satō-shi to kon no saishō)        | 1er septembre 2013 | 978-4-04-100975-8 |
| 14 | 銀砂糖師と銀の守護者 (Gin satō-shi to gin no gādian)      | 1er janvier 2014   | 978-4-04-101159-1 |
| 15 | 銀砂糖師と緋の争乱 (Gin satō-shi to hi no sōran)          | 1er mai 2014       | 978-4-04-101528-5 |
| 16 | 銀砂糖師と黒の妖精王 (Gin satō-shi to kuro no yōsei-ō)    | 1er septembre 2014 | 978-4-04-101527-8 |
| 17 | 銀砂糖師たちの未来図 (Gin satō-shi-tachi no mirai-zu)     | 1er février 2015   | 978-4-04-102331-0 |

## Manga
Une adaptation en manga dessinée par Alto Yukimura est prépubliée sur le site Web Hana to Yume Online de Hakusensha entre novembre 2012 à octobre 2014. Elle est compilée en deux volumes tankōbon.
Une deuxième adaptation manga dessinée par Yozora no Udon est prépubliée dans le magazine manga seinen Young Ace de Kadokawa Shoten depuis le 4 novembre 2021.

### Manga de 2012
| no | Japonais        | Japonais          |
| no | Date de sortie  | ISBN              |
| -- | --------------- | ----------------- |
| 1  | 20 août 2013    | 978-4-59-219771-3 |
| 2  | 20 octobre 2014 | 978-4-59-219781-2 |

### Manga de 2021
| no | Japonais         | Japonais          |
| no | Date de sortie   | ISBN              |
| -- | ---------------- | ----------------- |
| 1  | 3 juin 2022      | 978-4-04-112484-0 |
| 2  | 28 décembre 2022 | 978-4-04-113054-4 |

## Anime
Le 1er octobre 2021, une adaptation en série d'animation est annoncée. La série est produite par le studio J. C. Staff et réalisée par Yōhei Suzuki, avec des scripts écrits par Seishi Minakami, des conceptions de personnages gérées par Haruko Iizuka et une musique composée par Hinako Tsubakiyama. Elle commence sa diffusion le 6 janvier 2023 sur AT-X et d'autres chaînes de télévision japonaises. Le 6 août 2022, à l'occasion de la Crunchyroll Expo, Crunchyroll annonce l'acquisition de la  licence pour la diffusion de la série hors de l'Asie. La chanson thème d'ouverture intitulée Musical (ミュージカル, Myūjikaru) est interprétée par Minori Suzuki, tandis que la chanson thème de fin Kanaeru (叶える) est interprétée par Sumire Morohoshi,.
La deuxième partie de l'animé qui comprend aussi 12 épisodes sort le 7 juillet 2023.

### Liste des épisodes
| No | Titre français                          | Titre japonais           | Titre japonais              | Date de 1re diffusion télévisée |
| No | Titre français                          | Kanji                    | Rōmaji                      | Date de 1re diffusion télévisée |
| -- | --------------------------------------- | ------------------------ | --------------------------- | ------------------------------- |
| 1  | L'épouvantail et la fée                 | かかしと妖精             | Kakashi to yōsei            | 6 janvier 2023                  |
| 2  | La route sanglante                      | ブラディ街道             | Buradi kaidō                | 13 janvier 2023                 |
| 3  | La pomme sucrière, fruit de la trahison | 砂糖林檎は裏切りの木     | Satō ringo wa uragiri no ki | 20 janvier 2023                 |
| 4  | Décernement de la médaille royale       | 王家勲章の行方           | Ōke kunshō no yukue         | 27 janvier 2023                 |
| 5  | Anne et la confiserie du chat           | アンと猫の砂糖菓子店     | An to neko no satō kashiten | 3 février 2023                  |
| 6  | Le château en bord de mer               | 海辺の城                 | Umibe no shiro              | 10 février 2023                 |
| 7  | Faux adieux                             | いつわりのさよなら       | Itsuwari no sayonara        | 17 février 2023                 |
| 8  | Si je garde les yeux rivés sur toi      | あなたを見つめつづければ | Anata o mitsume tsuzukereba | 24 février 2023                 |
| 9  | La confiserie Radcliffe                 | ラドクリフ工房           | Radokurifu kōbō             | 3 mars 2023                     |
| 10 | La fille de la confiserie Paige         | ペイジ工房の令嬢         | Peiji kōbō no reijō         | 10 mars 2023                    |
| 11 | L’œuvre à réaliser                      | つくるべきもの           | Tsukuru beki mono           | 17 mars 2023                    |
| 12 | Je ne voulais pas te quitter            | 離したくなかった         | Hanashitaku nakatta         | 24 mars 2023                    |

| No | Titre français                  | Titre japonais | Titre japonais | Date de 1re diffusion télévisée |
| No | Titre français                  | Kanji          | Rōmaji         | Date de 1re diffusion télévisée |
| -- | ------------------------------- | -------------- | -------------- | ------------------------------- |
| 13 | La confiserie verdoyante du lac |                |                | 7 juillet 2023                  |
| 14 | Un nouveau défi                 |                |                | 14 juillet 2023                 |
| 15 | Une confiserie pour quelqu'un   |                |                | 21 juillet 2023                 |
| 16 | Le sucre argenté primordial     |                |                | 28 juillet 2023                 |
| 17 | Le château sans blason          |                |                | 4 août 2023                     |
| 18 | Même pas peur des fantômes      |                |                | 11 août 2023                    |
| 19 | Le chat à la rescousse          |                |                | 18 août 2023                    |
| 20 | Une promesse violette           |                |                | 25 août 2023                    |
| 21 | La fée rouge                    |                |                | 1er septembre 2023              |
| 22 | Les fées et les humains         |                |                | 8 septembre 2023                |
| 23 | Le futur roi des fées           |                |                | 15 septembre 2023               |
| 24 | Une nouvelle voie               |                |                | 22 septembre 2023               |